# Cos Jurídic de l'Armada
El Cos Jurídic de l'Armada va ser un dels Cossos Patentats de l'Armada Espanyola fins a la seva desaparició en 1989, a causa de la unificació dels Cossos Jurídics dels tres Exèrcits en el Cos Jurídic Militar, per la Llei 17/1989 (formant part del que es coneix com a Cossos Comuns de les Forces Armades).

## Història
Un primer llunyà antecedent dels Auditors de l'Armada pot trobar-se en el sistema de comandament i justícia establert en les Set Partides (Partida II, Títol XXIV, «que falla de la guerra que es face per mar»).
Durant el regnat dels Reis Catòlics (a la fi del segle xv) es va crear la figura de l'Auditor General "de les gents de guerra", antecedent del Cos Jurídic Militar.
Ja l'Ordenança del 26 de juny de 1571 preveia assessors jurídics en l'Armada i en 1587 es van establir les Ordenances d'Alexandre Farnese ("Primeres de Flandes") que al costat de la Real Ordenança del 28 de desembre de 1701 ("Segones de Flandes") van instaurar els Consells de Guerra.
Finalment, l'any 1768 les Ordenances de Carles III d'Espanya van modificar i van detallar les atribucions de l'Auditor de Guerra.
Per la seva banda, les Ordenances de Mar Oceà (24 de gener de 1635) van establir que «Per administrar justícia es troba servint en l'Armada un Auditor General pel meu nomenament, el qual ha de determinar tots els casos de justícia que s'oferissin entre les gents de mar i guerra que servissin en aquesta Armada i Esquadra, de conformitat amb el seu títol, amb comunicació del seu Capità General, com sempre s'ha acostumat, i tindrà aquest Auditor dos agutzils i un escrivà per a l'exercici del seu ofici.»

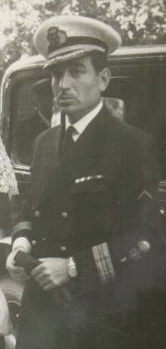

Posteriorment, les Ordenanzas de la Armada del Infante Almirante (1737) establiren la jurisdicció de l'Almirallat, les Ordenanzas de 1748 establiren el nucli del Dtry Penal Militar de la Marina de Guerra, la Real Orden d'1 de gener de 1751 va resoldre De los ministros destinados en las provincias para ejercer en ellas la jurisdicción de Marina, es va disposar una Real Ordenanza naval para el servicio de los baxeles de Su Majestad (Barcelona, 18 de setembre de 1802) i una altra Real Ordenanza para el gobierno de los montes y arbolados de la jurisdicción de Marina (7 d'agost de 1803) que establia l'assistència d'un auditor als Comandants d'Esquadra i als de província.
Però no es crearia un Cos d'Auditors encarregat de la justícia militar i de l'assessorament en matèria de Dret de la Guerra i la Marina fins al Reial decret del 22 de desembre de 1852, complementat per un nou Reial decret del 8 d'abril de 1857, deixant-se de parlar des de llavors de Jutjats de Marina, substituint-se aquesta denominació per la del Cos Jurídic de l'Armada, que en realitat va crear aquesta disposició. El decret va establir que hi hauria sis Auditors, deu Assessors de primera classe, vint-i-cinc de segona, sis Fiscals d'Auditories, deu Fiscals de Jutjats o Assessories de primera i vint-i-cinc de segona. Els Auditors Navals es distribuïen, un en el Jutjat de l'Adreça de l'Armada, un altre en cadascun dels tres Departaments de la Península i altres dues en les postes de l'Havana i Filipines. El Director de l'Armada havia de posar a consideració de la reina Isabel II d'Espanya ternes per a la selecció, o sent elegibles per als Auditors de Departaments o postes els naturals de la jurisdicció. Els Auditors tindrien els mateixos sous, drets i honors que els de les capitanies generals del fur militar.
Posteriorment, el Reial decret del 19 d'octubre de 1866 va regular l'ingrés per oposició i va emprar per primera vegada la denominació de Cos Jurídic Militar mentre que el dictat el 9 d'abril de 1874 va atorgar als seus membres uniforme, honors i ocupacions assimilades als de l'Exèrcit.

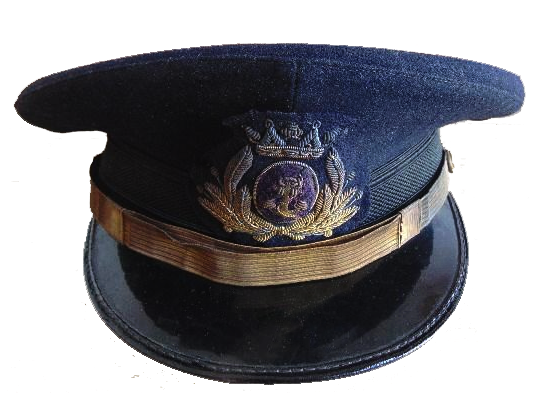
Gorra per a oficials (època de Franco).
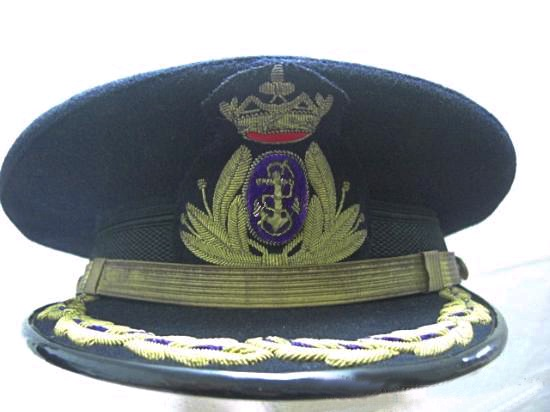
Gorra per a caps (època de Franco).
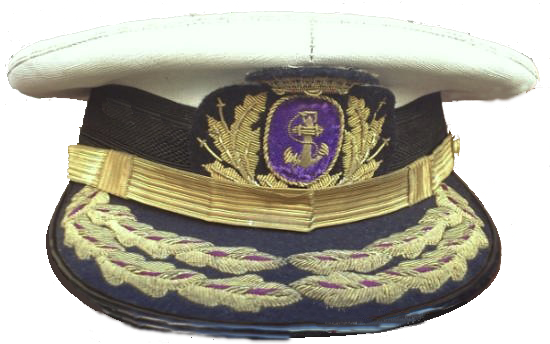
Gorra per a generals (època de Franco).

El 9 d'octubre de 1882, 17 de novembre de 1886, 23 de juliol de 1910 i 26 de novembre de 1920 es van dictar nous Reglaments per al Cos Jurídic Militar.
Per a la dècada de 1920 «pertànyer al cos jurídic de l'Armada era alguna cosa enormement selectiu, perquè estava compost per només seixanta individus en tot Espanya. De la mateixa manera que ingressar en el cos jurídic militar proporcionava, a més de la general consideració social, uns ingressos segurs que garantien la llibertat en l'exercici de l'advocacia».

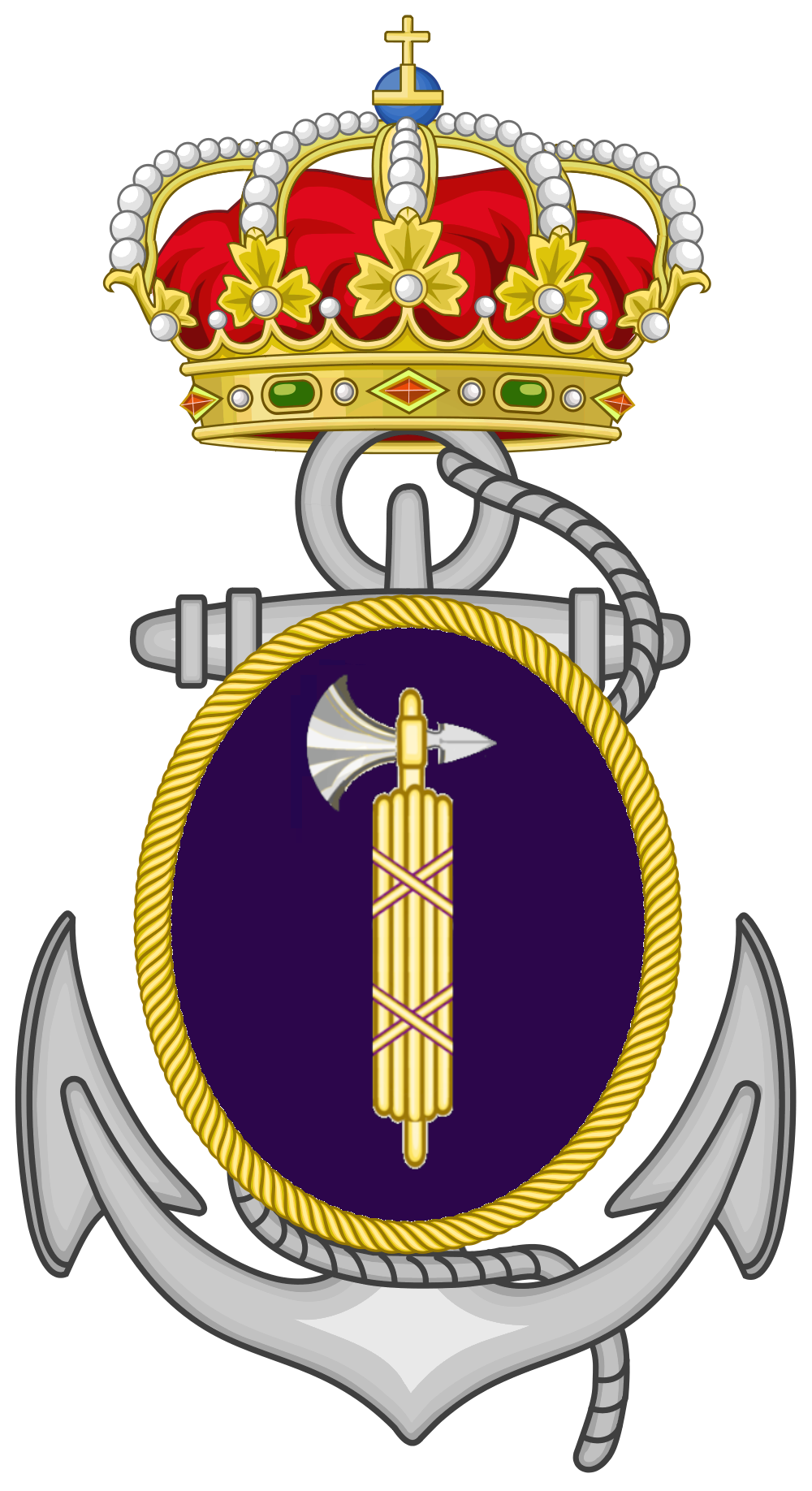
Metopa del Cos Jurídic de l'Armada

Després d'una nova modificació reglamentària del 26 de febrer de 1930, la Llei de 12 de setembre de 1932 va disposar la desmilitarització del Cos, decisió que es va revertir per Llei del 17 de juliol de 1935 que va disposar també la redacció d'un nou reglament, el que no va arribar a publicar-se a conseqüència de l'aixecament del 18 de juliol de 1936 i la consegüent guerra civil.
L'1 de febrer de 1946 s'aprovaria per decret un nou reglament orgànic per al Cos Jurídic Militar en el seu conjunt.
Després de la transició espanyola, la Llei Orgànica 1/1984 va disposar la unificació dels serveis les funcions dels quals no anessin exclusives d'un només Exèrcit. En aquest sentit, per Llei 6/1988 del 5 d'abril va crear el Cos Jurídic Militar de la Defensa, en el qual es van unificar els Cossos Jurídics Militars dels tres Exèrcits, amb el que el Cos Jurídic de l'Armada va deixar d'existir.
En altres Armades podem trobar Cossos amb similars funcions, com és el cas de l'Advocacia General de la Marina dels Estats Units, més conegut pels seus inicials en anglès: JAG. En la Marina francesa existeix el Commissariat de la Marine, encara que és un Cos amb més competències, ja que abasta les dels Cossos d'Intendència i Jurídic, Commissariat de la marine de la mateixa manera en la marina italiana amb el Commissariato Militare Marittimo.

## Ocupacions

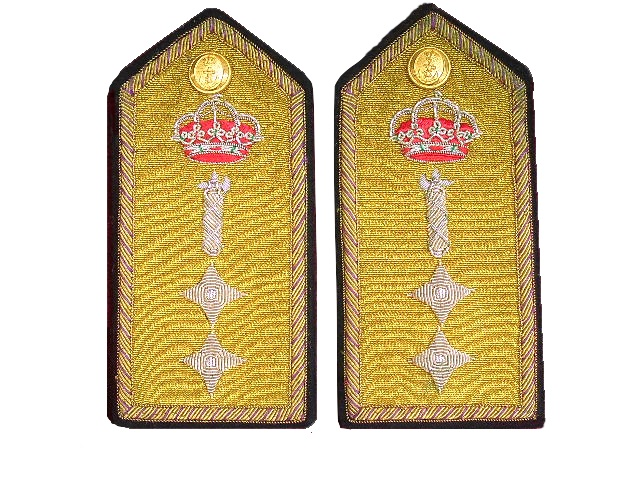
Pales de Ministre Togat de l'Armada.

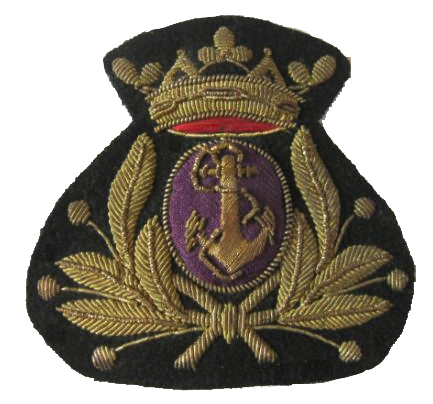
Galeta per a gorra d'oficial del Cos Jurídic de l'Armada (Època de Franco)

Aquestes són les denominacions de les ocupacions del Cos Jurídic de l'Armada i les equivalències amb el Cos General de l'Armada:
- Alferes-Alumne.............................Alferes de Fragata
- Tinent Auditor............................Alferes de Navili
- Capità Auditor..............................Tinent de Navili
- Comandant Auditor......................Capità de Corbeta
- Tinent Coronel Auditor...............Capità de Fragata
- Coronel Auditor..............................Capità de Navili
- General Auditor..............................Contralmirall
- Ministre Togat de l'Armada........Vicealmirall

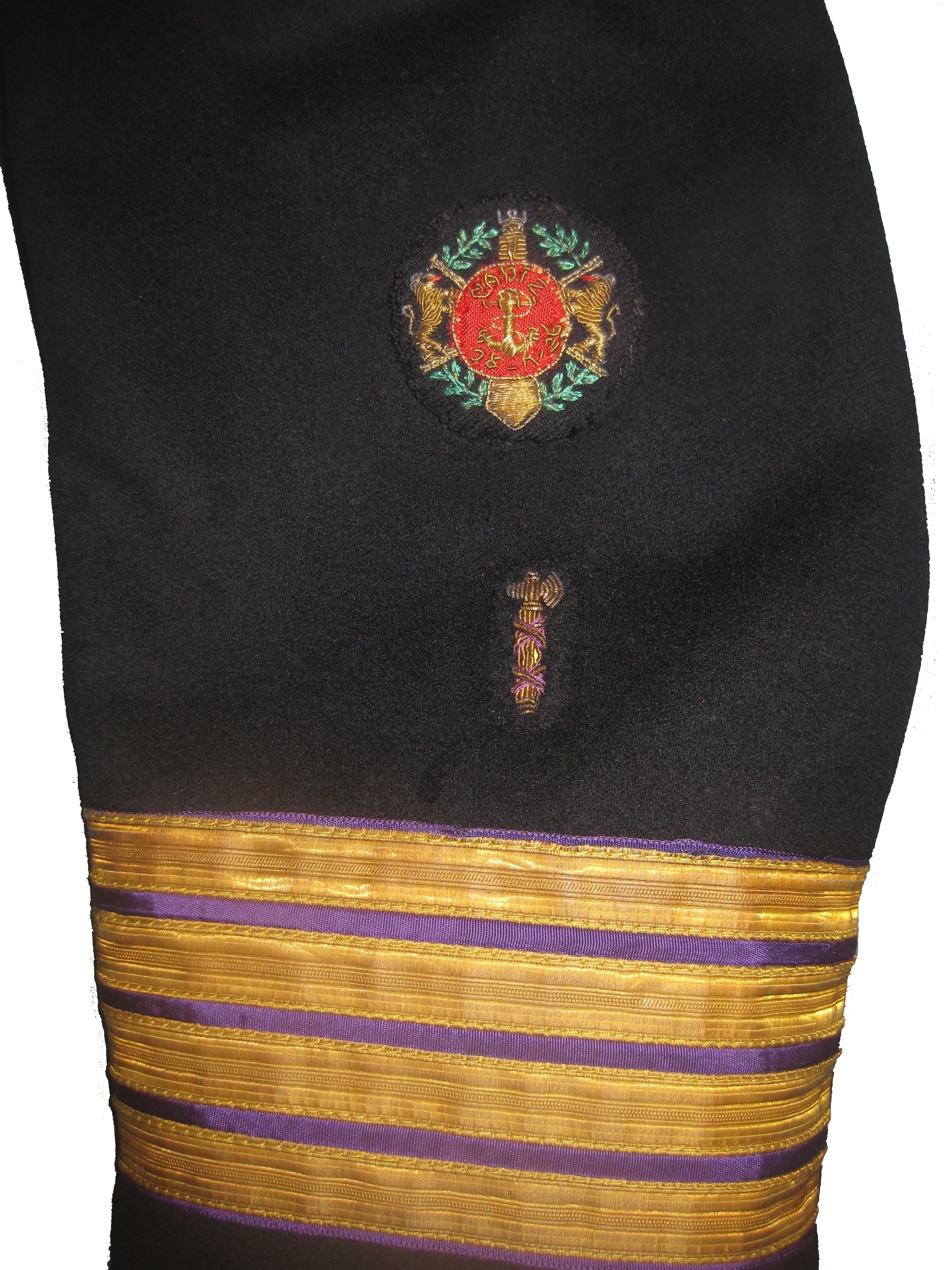
Bocamàniga de Col. Auditor amb Medalla Militar Col·lectiva.

## Divises i Distintius
El distintiu del Cos és un destral en un feix de lictors, inspirat en les fasces romanes, que eren un símbol de poder militar (es pot fer fallida una sola vara, però no un feix) i el destral de la justícia. El feix de lictors naval no estava envoltat de llorer com el de l'Exèrcit. En el reglament de 1979 es descriu així: "… fasces brodats en or, la segur de 28 mm de longitud té el seu tall corbat de 6mm i tota aquesta està brodada en línies horitzontals. El feix de vares tindrà sis mitges canyes verticals de 16 mm units per dues lligades aspadas". Igual que en la resta de Cossos Patentats de l'Armada, el distintiu anava sobre les divises en les bocamànigues de l'uniforme i aquestes, sobre fons morat distintiu del Cos Jurídic.

## Divises (Pales)
| Bandera d'Espanya |                 |                 |                   |                |                |                |                 |  |  |  |  |  |  |  |  |  |  |  |
| Ministre Togat    | General Auditor | Coronel Auditor | Tte. Col. Auditor | Comandant Aud. | Capità Auditor | Tinent Auditor | Alferes Auditor |  |  |  |  |  |  |  |  |  |  |  |

## Divises (bocamànigues)
La resta de colors (i distintius) dels Cossos de l'Armada eren:
Com en els altres Cossos de l'Armada, les galons d'Alferes i la central de Comandant, eren de 7mm. La resta, de 14mm.
A més dels galons propis, el Cos Jurídic tenia una Placa, que es col·locava en el costat esquerre de l'uniforme, en les ocasions en què era necessari l'ús de condecoracions i es col·locava al costat d'aquestes o en celebrar-se un Consell de Guerra (en aquest cas, s'utilitzava únicament la Placa).
La Placa usada des de l'ocupació de Capità fins al de Ministre Togat era d'or; per als Tinents Auditors el model era igual, amb la diferència que aquesta era de plata.
Un altre dels cerimonials en els Consells de Guerra, a més de l'ús de la Placa en l'uniforme, consistia que el Jutge Togat posava el seu sabre damunt de la taula durant la seva celebració. (Curiosament se'ls denomina "jutges togats" i precisament no utilitzen aquesta peça, sinó únicament l'uniforme d'oficial de l'Armada).

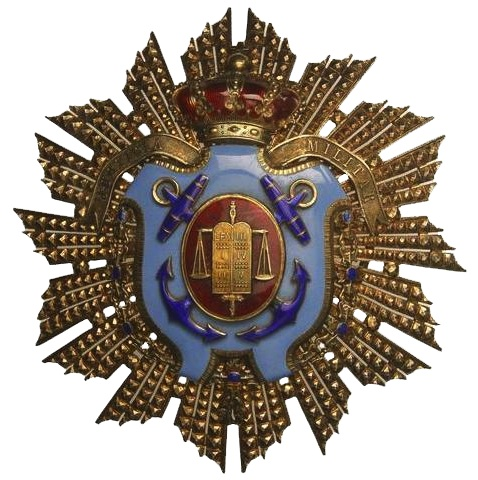
Modelo època d'Alfons XIII
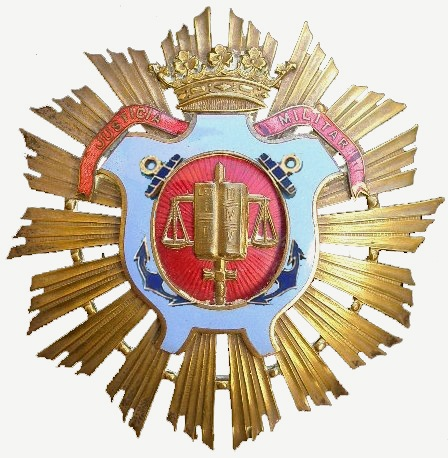
Model època de Franco
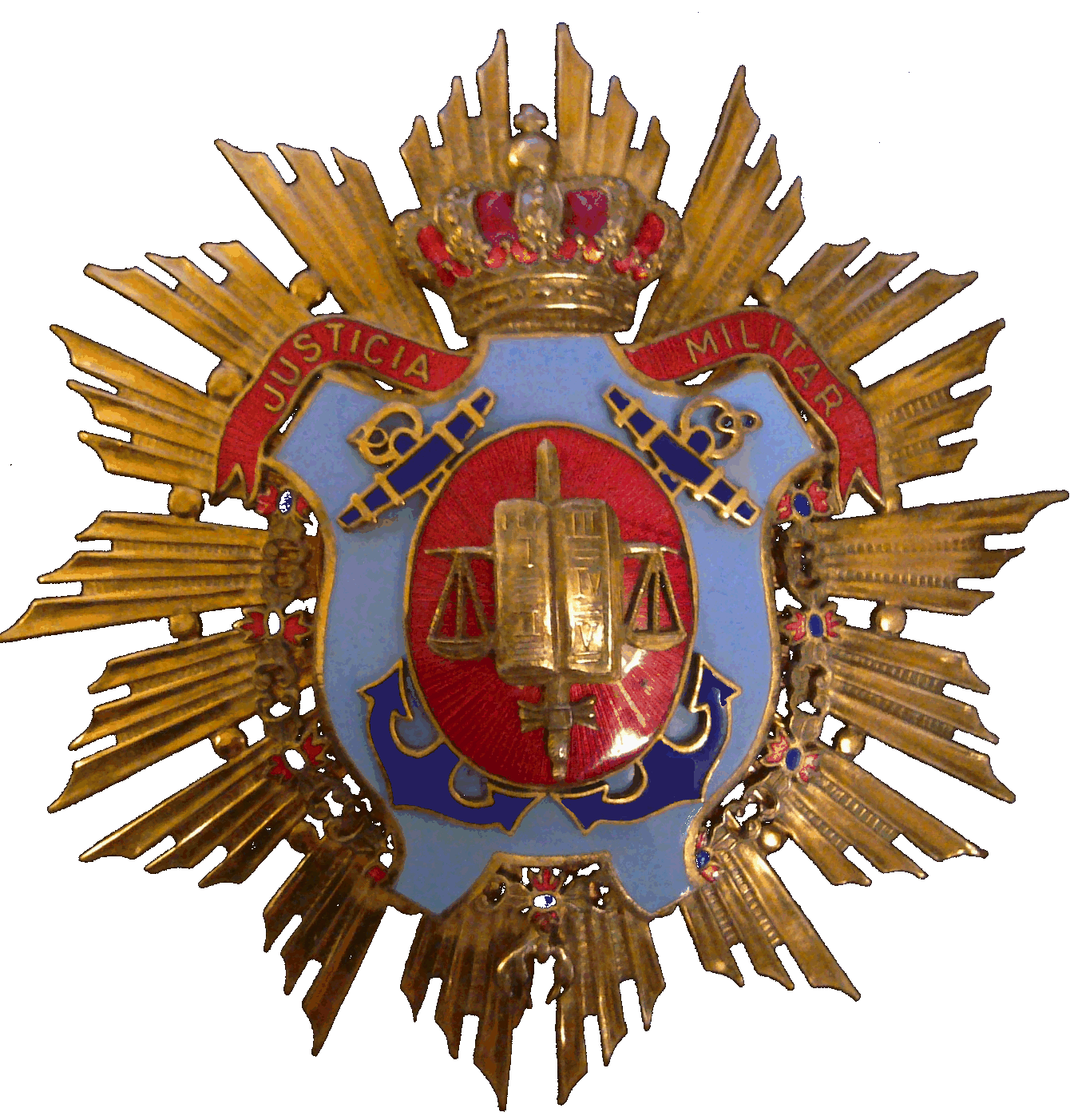
Model època de Joan Carles I
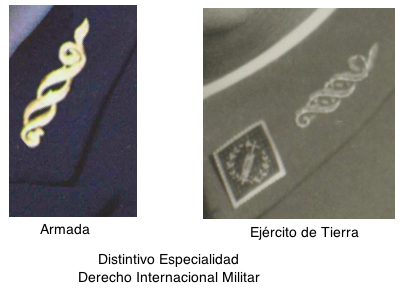
Carlanques

Els oficials amb l'Especialitat de Dret Internacional Militar, lluïen els distintius anomenats "carlanques", que es porten a banda i banda del coll i que són un reminiscència del galó que envoltava el coll i les solapes dels uniformes antics dels Auditors navals.